# Фабри, Фридрих
Фридрих Фабри (нем. Friedrich Fabri; 12 июня 1824, Швайнфурт — 18 июля 1891, Вюрцбург) — немецкий публицист, профессор богословия в Бонне.
Автор книг и памфлетов «Письма против материализма» (нем. «Briefe gegen den Materialismus»; Штутгарт, 1856, 2 изд., 1864. Наряду с антиматериалстическими работами Жане издавались на русском языке в сборнике Заркевича: «Материализм, наука и христианство»), «Политическое положение и будущее евангелической церкви в Германии» (нем. «Die politische Lage und die Zukunft der evangelischen Kirche in Deutschland»; сперва анонимно, 1867, 3 изд. Гота, 1874), «Церковь и государство» (нем. «Staat und Kirche»; 3 изд. Гота, 1872), «Wie weiter? Kirchenpolitische Betrachtungen zum Ende des Kulturkampfes» (Гота, 1887) и др.
Наибольшую известность Фабри принесла брошюра «Нужны ли Германии колонии?» (нем. «Bedarf Deutschland der Kolonien?»; 1879) и последовавшая за ней книга «Пять лет немецкой колониальной политики» (нем. «Fünf Jahre deutscher Kolonialpolitik»; Гота, 1889). В обеих Фабри яростно отстаивал необходимость приобретения Германией колониальных территорий, утверждая, что сопряжённый с таким приобретением экспорт капитала, товаров и рабочей силы является «универсальным антикризисным средством» (нем. «allumfassende Krisentherapie»).